# Storia del traforo del Monte Bianco

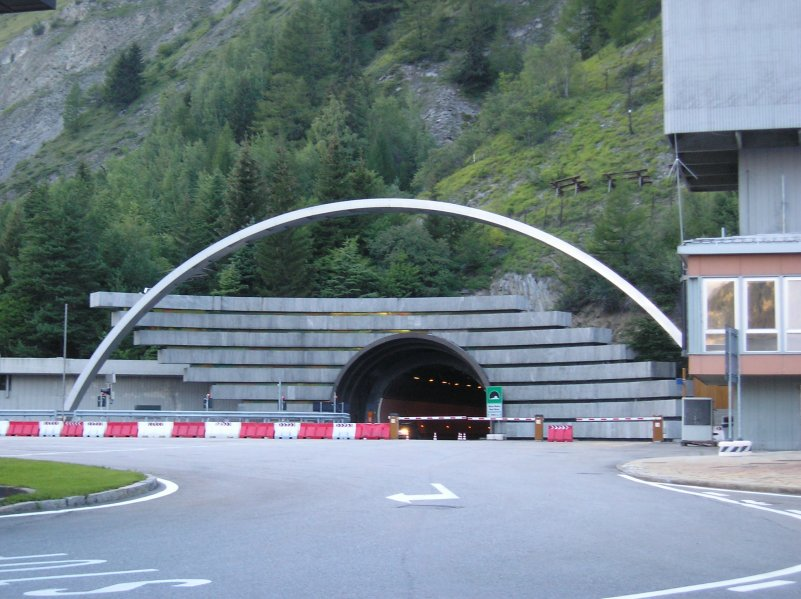
Ingresso al tunnel del Monte Bianco dal versante italiano.

Fin dal 1814, gli abitanti del ducato di Aosta chiesero a Casa Savoia lo scavo di una galleria che collegasse i due versanti delle Alpi. Più in là negli anni, dal 1835 in poi, si susseguirono nel regno di Sardegna, una serie iniziative e di progetti che sollecitarono ben presto l'interesse di molti politici e l'inventiva di tanti ingegneri, alla ricerca di soluzioni ardite per la realizzazione di un traforo sotto il massiccio del Monte Bianco. Ma è solo nel 1946, con la costituzione della Compagnia per il Traforo promossa dall'ingegnere torinese, il conte Dino Lora Totino (1900 - 1980) (e con la stesura di un progetto, riveduto ed aggiornato dall'ingegnere Vittorio Zignoli del Politecnico di Torino), che si arriverà a concretizzare quella vecchia richiesta.

## Maggio 1946 - Il conte Dino Lora Totino dà inizio ai lavori
Nel maggio del 1946, senza autorizzazioni, con scarsissime maestranze e con mezzi del tutto inadeguati, si diede inizio a quella che sarebbe poi divenuta un'opera senza precedenti: un tunnel autostradale di circa 12 km, con carreggiata a due corsie larga 8 m e 2.500 m di rocce e di ghiacciai sovrastanti. Tra innumerevoli ostacoli e aspri conflitti, fortemente deciso a sostenere il suo progetto, il conte Dino Lora Totino persevera nel suo intento e i lavori continuano anche negli anni successivi, fino a quando nel 1949, viene firmato un accordo in cui le due nazioni interessate si impegnarono a portare avanti la realizzazione della galleria autostradale.
I lavori non furono certo privi di difficoltà e costituirono un ingente sforzo finanziario e tecnico. Un grosso carro (Jumbo) a quattro ponti fu utilizzato per lo scavo della galleria. Si muoveva su degli appositi binari e veniva fatto indietreggiare ogni qualvolta brillavano le mine. Furono impiegati ingenti quantitativi di esplosivo e le cariche venivano sistemate nei fori ricavati da 18 martelli perforatori azionati ad aria compressa: la punta dei loro fioretti era in widia, una lega durissima formata principalmente da carburo di tungsteno e cobalto. La velocità massima di avanzamento fu di 9 m al giorno. In seguito ad un crollo parziale della volta, il carro (Jumbo) andò parzialmente distrutto e durante tutto il periodo di costruzione della galleria morirono 17 operai.
La sua lunghezza è di 11,6 km e la parte più lunga rimane in territorio francese: 7.640 m, con 3.960 m in Italia. L'altitudine è di 1.381 m sul versante italiano, ai piedi del ghiacciaio della Brenva, mentre raggiunge a metà galleria i 1.395 m, per scendere poi ai 1.271 m sul versante francese, ai piedi del ghiacciaio dei Bossons. Rispetto alla frontiera, il traforo passa esattamente all'altezza (l'aplomb) de l'Aiguille du Midi, dove lo spessore di copertura granitica raggiunge i 2.480 m, misura record per le gallerie autostradali e ferroviarie. La sua altezza è di 4,35 m e la sua larghezza di 8 m (2x3,5 m per le corsie, e 2x0,5 m di passaggio laterale).

## Luglio 1965 - Inaugurazione del traforo
Il 16 luglio 1965, il presidente della Repubblica Italiana, Giuseppe Saragat e il presidente della Repubblica francese, Charles De Gaulle, celebrano la fine dei lavori e l'apertura del tunnel alla circolazione, che in realtà avverrà tre giorni dopo (il 19 luglio).

## Le varie fasi dei lavori nella costruzione della galleria

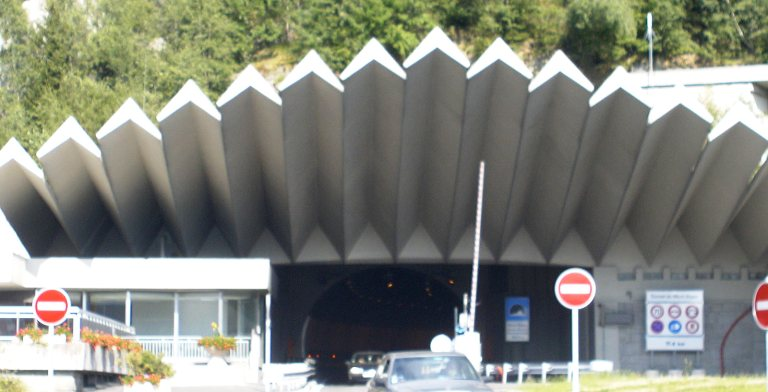
Ingresso al traforo del Monte Bianco sul versante francese.

La grandiosa opera fu motivo di orgoglio per entrambe le nazioni e mise fine all'isolamento delle valli sui versanti opposti del massiccio del Monte Bianco ed è ancor oggi una delle maggiori vie di trasporto transalpino.
Ecco le varie fasi dei lavori che portarono alla sua realizzazione, elencate anno per anno fino alla catastrofe del 1999:
- 1946: nel mese di maggio l'ingegnere Dino Lora Totino, con il progetto riveduto ed aggiornato dall'ingegner Vittorio Zignoli, dà inizio ai lavori per il traforo della galleria.
- 1949: viene firmato un accordo tra le autorità italo-francesi con l'intento di proseguire l'opera.
- 1953, 14 marzo: viene firmata a Parigi una convenzione internazionale per la realizzazione e la gestione del tunnel sotto il Monte Bianco. Questo atto sarà ratificato dai rispettivi parlamenti: in Francia nel 1954, mentre in Italia nel 1957.
- 1957, 1º settembre: viene costituita Società italiana per Azioni per il Traforo del Monte Bianco. In Francia si costituisca la S.T.M.B (Société du tunnel du Mont Blanc), che diverrà poi nel 1996 A.T.M.B (Autoroutes et tunnels du Mont Blanc).
- 1959, 8 gennaio: gli italiani danno il via ai lavori, affidati a Società italiana per condotte d'acqua di Roma.
- 1959, 30 maggio: i lavori iniziano anche sul versante francese.
- 1962, 5 aprile: due valanghe travolgono le casette provvisorie adibite ad alloggio per gli operai. Ne muoiono 3. L'alpinista Gigi Panei guida i soccorsi e riesce a salvare l'operaio Giuseppe Chiricoccoli rimasto sotto la neve per diverse ore.
- 1962, 14 agosto: gli operai delle due imprese che effettuano i lavori si incontrano abbattendo l'ultimo diaframma. Il traforo è perfettamente riuscito: sull'asse stradale lo scarto sarà inferiore ai 13 cm.
- 1965, 16 luglio: Il presidente della Repubblica Italiana Giuseppe Saragat e il presidente della Repubblica francese Charles De Gaulle, inaugurano il tunnel.
- 1965, 19 luglio: il tunnel viene aperto alla circolazione.
- 1973: sul versante francese viene aperta la prima sezione dell'autostrada Autoroute Blanche.
- 1978: è installata una rete di telecamere di sorveglianza, una ogni trecento metri; la capacità di alimentazione dell'aria nel tunnel è portata a 900 m³ al secondo.
- 1980: il sistema di aerazione viene migliorato ulteriormente.
- 1990: nel quadro di un piano pluriennale di modernizzazione, sono messi in opera: una terza generazione di video sorveglianza con trasmissione dei dati tramite fibre ottiche; la creazione di una rete di 18 rifugi pressurizzati, uno ogni 600 m e delle nicchie di sicurezza ogni 100 m; la sostituzione di alcuni elementi di sicurezza: estintori, gruppi elettrogeni, posti d'allarme.
- 1997: installazione di un nuovo sistema antincendio con avvio di un piano di studi per la realizzazione di un apparato di rilevamento automatico degli incidenti, la gestione tecnica centralizzata dell'equipaggiamento di sicurezza e una nuova segnaletica con pannelli a messaggio variabile.

## Cifre relative alla costruzione del tunnel
- Hanno lavorato per la realizzazione del progetto 5 ingegneri e 350 operai, per un totale stimato in 4.600.000 ore di lavoro.
- Sono state utilizzate 711 tonnellate di esplosivo per far saltare 555.000 metri cubi di roccia.
- Sono state consumate 37 milioni di kW·h e 2.700.000 litri di carburante per i camion e per i motori.
- Sono stati utilizzati 771.240 bulloni e 300 tonnellate di ferro per sostenere la volta.
- 60.000 tonnellate di cemento (280.000 metri cubi di aggreganti e 10.000 tonnellate di prodotti di iniezione), 5.000 metri cubi di armature metalliche.

## L'incendio del 1999
La mattina del 24 marzo 1999, un autoarticolato Volvo FH12 carico di farina e margarina, guidato dall'autista belga Gilbert Degrave, entra nel tunnel dal lato francese, diretto in Italia. Il camion prende fuoco poco dopo, fermandosi dentro il tunnel. L'incendio, alimentato dalle materie combustibili presenti nel veicolo, è amplificato dall'effetto forno causato dal tunnel e in breve tempo raggiunge enormi proporzioni: i pompieri impiegheranno addirittura 53 ore per domarlo. 39 persone muoiono asfissiate nell'incendio.